# Lamprospilus genius
Lamprospilus genius is een vlinder uit de familie van de Lycaenidae. De wetenschappelijke naam van de soort werd in 1832 gepubliceerd door Geyer.

## Synoniemen
- Thecla teatea Hewitson, 1868